# Vergaderhuis van het Literair Genootschap

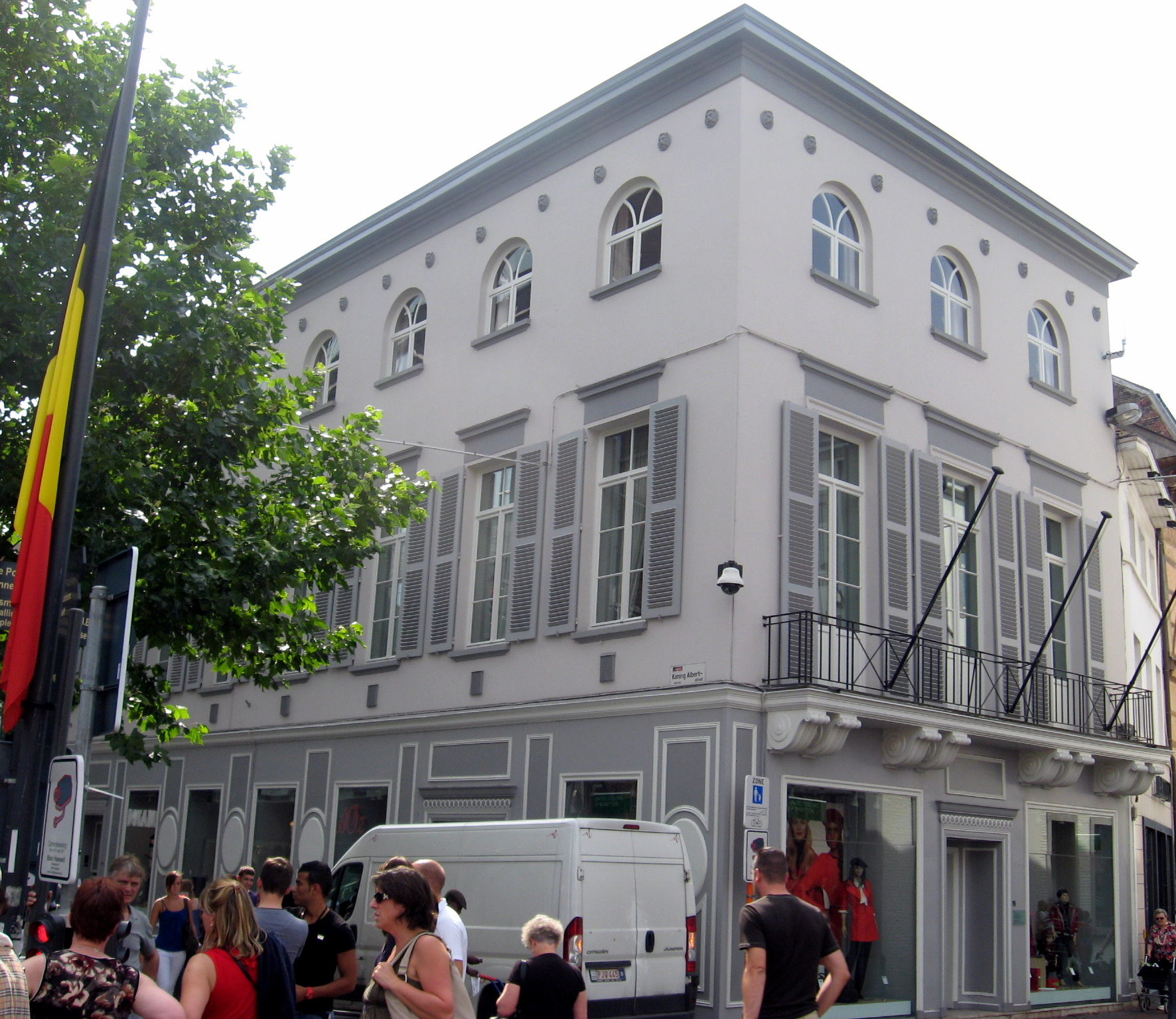
Vergaderhuis van het Literair Genootschap

Het Vergaderhuis van het Literair Genootschap, voorheen Lakenhalle, is een hoekpand aan de Grote Markt 29 en Koning Albertstraat 1 te Hasselt.

## Geschiedenis
Sinds de 15e eeuw bevond zich op deze plaats de lakenhal, waar tevens vlees en brood werd verhandeld. Ook waren er enkele ruimte in gebruik door het stadsbestuur: Er was een raadszaal en een rechtbank in het gebouw gevestigd. Het gebouw had een torentje met een uurwerk om de officiële functie van het gebouw te benadrukken. Later verhuisde het stadsbestuur naar huis De Croone.
In 1670 werd dit gebouw gedeeltelijk afgebroken en weer herbouwd. Uit deze tijd dateert de huidige oudste kern van het gebouw.
Tussen 1675 en 1682 was Hasselt door Nederlandse troepen bezet, en was er in de Lakenhal een protestants kerkgebouw, dat door de bevolking een geuzentempel werd genoemd. Vooral in 1786-1788 vond een ingrijpende verbouwing plaats. Niet lang daarna werd het gebouw door de Franse bezetters in gebruik genomen en er een Salle de la Liberté inrichtten. Ook hielden zij er een aantal boeren die deelnamen aan de Boerenkrijg gevangen.
In de 19e eeuw zetelde hier de Société Littéraire, later Literair Genootschap genaamd, waarmee het pand tot Grand café werd. Dit leidde tot verbouwingen in 1847 en 1864. De huidige aanblik van het gebouw dateert van het laatstgenoemde jaar en doet denken aan de empirestijl.
Later kwam in het pand een kledingzaak, Moray geheten, waardoor het pand ook nog als Huis Moray bekendstaat. Na een dertigtal jaren werd deze zaak door Benneton overgenomen.